# Callophylla
Callophylla är ett släkte av skalbaggar. Callophylla ingår i familjen Cetoniidae.
Kladogram enligt Catalogue of Life:
| Callophylla | \| \| Callophylla costata \| \| \| \| \| \| Callophylla lamottei \| \| \| \| |
|             | \| \| Callophylla costata \| \| \| \| \| \| Callophylla lamottei \| \| \| \| |
|             | Callophylla costata                                                          |
|             |                                                                              |
|             | Callophylla lamottei                                                         |
|             |                                                                              |